# Purupuruni
Purupuruni es un conjunto de domos de lava en el sur de Perú, a una altitud de 5315 m s. n. m.. Está situado en la distrito de Ticaco, provincia de Tarata, región de Tacna. Purupuruni se encuentra al sureste de Pisacani.